# File Elena
Il File Elena (in bulgaro Филе Елена?, Filetto di Eléna) è un salume a base di filetto di maiale essiccato, tipico della zona di Elena, nel distretto di Veliko Tărnovo, in Bulgaria.
Il prodotto ha ottenuto nel 2014 il riconoscimento di specialità tradizionale garantita (STG).

## Storia
Da tempo immemorabile, in Bulgaria vengono preparati salumi di carne bovina, ovina. Durante la dominazione dell'Impero ottomano, in alcune aree del paese vi era la possibilità di allevare il maiale, tuttavia per motivazioni religiose non ne era consentita la vendita. Solo nel 1855 è attestata la prima produzione e vendita di prodotti a base di carne suina in Bulgaria, quando venne registrato che Stoyan Arnaudov di Gabrovo aveva prodotto una gran quantità di carne di maiale essiccata cruda per un valore di 2.090 grossi, somma considerevole per l'epoca.
Nel 1973 il ministero dell'agricoltura e dell'alimentazione della Bulgaria disciplinò il Filetto di Elena, secondo il disciplinare redatto dagli ingegneri Ivan Konovski e Trendafil Ignatov. Negli anni 1980 il governo bulgaro emanò le specifiche tecniche della produzione del "File Elena".
Nel 2003 l'Associazione nazionale dei trasformatori di carne ha compilato la Raccolta di ricette e tecniche tradizionali bulgare (Sbornik s traditsionni balgarski retsepturi i tehnologii), inclusa la ricetta del Filetto di Elena.
Il File Elena è stato premiato in diverse manifestazioni, tra cui la 57ª esposizione internazionale di Bruxelles nel 1986, il concorso "Il segreto dei sapori bulgari" in occasione dell'esposizione internazionale specializzata in carne e prodotti della carne «Mesomania» (Passione per la carne) di Sofia, la fiera internazionale dell'industria della carne di Francoforte nel 2010 e 2013 e il "concorso per i prodotti tradizionali bulgari" dell'ambasciata del Belgio a Sofia nel 2007. Nel 2014 è stato registrato dalla Commissione europea quale specialità tradizionale garantita (STG) dell'Unione europea (Regolamento di esecuzione (UE) n. 835/2014).

## Produzione
Dopo aver staccato il filetto dalle costole del maiale, la carne viene sottoposta a salatura per una decina di giorni in locali a bassa temperatura.
Successivamente, i filetti vengono appesi per l'essiccazione e pressato nei giorni successivi in una pressa per salumi in legno, che assorbe l'umidità residua della carne.
Infine, dopo la formazione della crosta esterna, il filetto viene aromatizzato con un miscuglio di santoreggia (90%) e pepe nero (10%), finché la sua superficie non raggiunge il colore verdastro tipico del prodotto.
L'intero processo di essiccazione dura in media tra i 25 e i 30 giorni.